# IP 터널
IP 터널(IP tunnel)은 두 인터넷 프로토콜 (IP) 네트워크를 연결하는 대화 채널이다. 이것은 한 네트워크의 패킷을 캡슐화하여 또 다른 네트워크로 전달하는데 사용된다.

## 참고 자료
- RFC 1853
- RFC 2003
- RFC 4213